# A tornallom
A tornallom és una pel·lícula documental d'Enric Peris i videohackers sobre la destrucció de l'horta de la Punta de València, guanyadora del premi al millor documental en els VII Premis Tirant.
El documental es va estrenar el 2 de novembre de 2005 al Jardí Botànic de València i també s'ha projectat a ciutats com Barcelona, sa Pobla, Ourense, Múrcia, Valladolid, Stuttgart o São Paulo, lloc d'origen d'un dels directors. El vídeo es distribuïx amb llicència Creative Commons i, per tant, es pot descarregar i veure debades en la Internet de forma legal. El visionat de la pel·lícula va inspirar al cantautor alcudià Òscar Briz la lletra de la cançó Per la Punta, l'Horta i el Cabanyal que, més tard, es convertiria en videoclip amb imatges extretes del mateix documental.
A tornallom mostra l'estil de vida dels habitants de la Punta, una zona d'alqueries de València que va ser desallotjada per l'ampliació del Port: el documental repassa la lluita -legal, física i emocional- del seu veïnat (xicotets propietaris junt amb jóvens del moviment okupa) per evitar l'enderrocament programat -i, suposadament, alegal- des de la dècada dels 90 fins a l'any 2003, durant el qual van ser tombades les últimes cases. La pel·lícula inclou imatges de manifestacions, accions de protesta, concerts en suport, declaracions de les autoritats (entre elles les de l'alcaldessa), opinions com la del sociòleg Josep Vicent Marqués, l'enfrontament entre executors i defensors i, finalment, els desallotjaments i els enderrocaments que suposaren la desaparició del barri i una inefectiva reubicació del veïnat.